# Lydia muss sterben
Lydia muss sterben ist ein deutscher Fernseh-Kriminalfilm von Rainer Erler. Die literarische Vorlage war der Kriminalroman Lydia soll sterben (englischer Originaltitel: False Bounty) von Stephen Ransome (Pseudonym des Krimiautors Frederick Clyde Davis), der 1948 erschien.

## Handlung
Der Rechtsanwalt Webster Lindley wurde von seiner Exfrau Lydia einst verlassen, weil er nicht genug Geld verdiente, um ihren extravaganten Lebensstil zu finanzieren. Sie heiratete kurz darauf seinen reichen Bruder Bruce, der malariakrank ist und eines Tages an einem Anfall stirbt. Webster bemerkt, dass Lydia Bruces Medikamente vertauscht hat, glaubt an einen Giftmord und nimmt zwei der Kapseln an sich. Später erklärt ihm Lydia ungerührt, dass sie schon den nächsten Ehemann in Aussicht hat.
Nun plant Webster den Mord an Lydia: Während der Pause einer Gerichtsverhandlung fährt er zu ihr und rührt das Pulver aus den zwei Kapseln in den Zucker für ihren Kaffee. Später erfährt er aber, dass der Plan nicht aufging: Lydia rief wegen Kopfschmerzen ihren Arzt Dr. Doremus zu sich, und der vergiftete sich mit dem Zucker. Doremus’ Stieftochter, die bei Lydia als Haushaltshilfe arbeitet, gerät in Verdacht, denn ihr alkoholabhängiger Stiefvater hat sie immer schlecht behandelt.
Webster wird gedrängt, Verenas Verteidigung zu übernehmen, was sich aber wegen eines weiteren Mordmotivs als schwierig herausstellt: Lydias neuer Mann Ernest Reece nötigte Verena zu einer sexuellen Beziehung. Ihr Vater erfuhr davon und drohte, die Affäre öffentlich zu machen. Webster versucht, Verenas Unschuld zu beweisen, obwohl er durch ihre Verurteilung reingewaschen wäre. 
Ernest versucht, Webster zu erpressen: Er behauptet, jemand habe beobachtet, wie er am Tag des Mordes in Lydias Haus ging. Dieser Jemand ist der etwas verschrobene Sam, der in einer kleinen Hütte im Wald nahe bei Lydias Villa wohnt. Webster will sich nicht erpressen lassen, sondern mit Sam selbst reden, trifft ihn aber nicht zu Hause an.
Als die Geschworenen Verena für schuldig befinden, gibt Webster dem Staatsanwalt Griff P. West gegenüber zu, der wahre Täter zu sein. Doch dieser glaubt ihm nicht, und Webster gerät in die Lage, zusammen mit Griff Beweise für seinen eigenen Mord sammeln zu müssen. Als die beiden noch einmal zu Sam gehen, finden sie ihn tot in seiner Hütte vor. Auf dem Tisch steht ein Pilzgericht, das Giftpilze enthielt. Da Sam sich aber mit Pilzen auskannte, glaubt Webster an ein Ablenkungsmanöver. Er erfährt, dass man die Giftpilze zu einem grauen Mehl verarbeiten kann, und weiß nun, was das Pulver in den Kapseln war. Er fährt zu Lydia, konfrontiert sie mit diesem Wissen und gibt damit zu, ihr das Pulver in den Zucker gerührt zu haben. Lydia weiß das aber längst: Sie hatte ihn beobachtet und dann dafür gesorgt, dass Dr. Doremus damit vergiftet wird, da dieser ein Mitwisser ihres Mordes an Bruce war und sie damit erpresste. Auch Sam, der Lydia im Wald beim Pilzesammeln beobachtete, wusste Bescheid und musste sterben.
Staatsanwalt West, der das Gespräch vom Nebenzimmer aus mithörte, will Lydia sofort festnehmen, die daraufhin selbst Giftkapseln schluckt. Webster vermutet, dass man ihr zwar den Magen auspumpen und sie so vor dem Suizid retten, sie dann aber wegen des dreifachen Mordes zum Tod verurteilen wird.

## Produktion
Der Film wurde von der Bavaria Atelier GmbH im Auftrag des Südfunk Stuttgart produziert und am 15. September 1964 zum ersten Mal ausgestrahlt. 2014 erschien er bei Studio Hamburg Enterprises auf DVD.

## Rezeption
Die nach der Erstausstrahlung in der Presse veröffentlichten Rezensionen fielen uneinheitlich aus:

„Ein Krimi, der zur Ablenkung zwei wichtige Tatumstände verunklart, ist deshalb noch kein schlechter Krimi. Dieser hier ließ gewisse Einzelheiten im Halbdunkel.“

„Wir vermissten darin die klare Linie, die knappe, zupackende, am Kern der Sache bleibende Art, die wir an [Erlers] früheren Inszenierungen so sehr schätzten. Er verlor sich in Details, führte Nebenhandlungen nicht zu Ende. Und zu allem Unglück hatte er sich auch noch die Masche der Rückblenden zu eigen gemacht. So ging ein großer Teil der Spannung flöten, die in dem Stoff steckte.“

„Der Autor [...] trug die spannende Story in rasantem Tempo vor, furiose Schnittfolgen erhöhten den Nervenkitzel dieses unerhörten Kriminalfalles. [...] Die Motivfülle, die hier geboten wurde, war geeignet, den Zuschauer zu verwirren. Die Ereignisse überschlugen sich förmlich, und das eigentliche Thema des Romans – ein Mann versucht aus Rache zu morden und zieht sich mit jedem Schritt die Schlinge um seinen eigenen Hals fester zu – kam schließlich doch zu kurz. Ein blendend aufgelegtes und kontrastreich zusammengestelltes Ensemble gab diesem Reißer Profil.“

Neuere, online veröffentlichte Kritiken bewerten den Film insgesamt positiver:

„Erler inszenierte einen hoch spannenden Kriminalfilm, der mit einigen überraschenden Wendungen aufwartete und den Zuschauer bis zum Knalleffekt am Ende in Atem hielt. Hellmut Lange überzeugte in der Rolle des reuigen Täters.“

„Interessant an der Inszenierung von LYDIA MUSS STERBEN ist neben der abwechslungsreich gestalteten Handlung sowie ausgezeichneten Besetzung und der brillanten Darstellung von Hellmut Lange, dass man Webster Lindley trotz seines Geständnisses des Mordplans an Lydia sympathisch findet [...].“

„Ein teilweise in der Retrospektive gedrehter Kriminalfilm mit überraschenden Wendungen lassen [sic] nie Langeweile aufkommen, es entsteht immer wieder neue Spannung. [...] Sehr gut in Bild und Ton eingefangen sind auch Langes Gewissensbisse.“